# Deejay Football Club
Deejay Football Club è un programma radiofonico italiano di Radio Deejay condotto da Ivan Zazzaroni (dal 2012 affiancato da Fabio Caressa), in onda con cadenza settimanale il sabato a mezzogiorno dal 2005.

## Il programma
Il programma è incentrato sul mondo del calcio, e in particolar modo sui campionati di calcio italiano: ogni sabato i due conduttori esaminano le imminenti partite del turno domenicale di Serie A e B, le altre competizioni nazionali e internazionali e le ultime notizie di calciomercato, spesso con l'intervento dei protagonisti sportivi durante la diretta.
In occasione dei mondiali ed europei di calcio la trasmissione è in onda quotidianamente, sempre a mezzogiorno, per tutto il periodo di durata degli eventi. Nel 2006 la sigla del programma è stata Siamo una squadra fortissimi di Checco Zalone, divenuta poi un tormentone estivo di quell'anno.
Inizialmente collaboravano alla trasmissione i giornalisti Alberto D'Aguanno, Graziano Cesari e Matteo Guardalben. Dal 2012 il programma è condotto da Zazzaroni in coppia con Fabio Caressa, con la collaborazione di Mauro De Marco nella redazione della trasmissione.